# Nhà Curutchet
Nhà Curutchet (tiếng Tây Ban Nha: Casa Dr. Curutchet) là một công trình của kiến trúc sư Le Corbusier nằm tại La Plata, Argentina. Đây là công trình được tiến sĩ Pedro Domingo Curutchet, một bác sĩ phẫu thuật sử dụng, bao gồm cả một phòng khám nhỏ ở tầng trệt. Công trình bao gồm 4 tầng nhìn ra công viên Paseo del Bosque. 

## Lịch sử
Việc xây dựng bắt đầu từ năm 1949 được giám sát bởi kiến trúc sư Amancio Williams và hoàn thành vào năm 1953.
Ngôi nhà là sự kết hợp của một mặt phẳng nghiêng và một cầu thang xoắn ốc, đại diện cho một bước ngoặt trong kiến trúc của Le Corbusier vì nó minh họa cho đặc tính về văn hóa và lịch sử của kiến trúc nhà La tinh truyền thống, được coi là một trong năm kiểu kiến trúc của Le Corbusier.
Công trình cũng là một trong số ít những tòa nhà mà Le Corbusier xây dựng gắn liền với các tòa nhà đã có sẵn và đáp ứng hoàn hảo bối cảnh lịch sử sẵn có. Với căn nhà này, Corbusier đã chứng minh được rằng, kiến trúc hiện đại có thể thực sự là một sự kết hợp hài hòa kiến trúc truyền thống với hiện đại, hơn bất kỳ dự án nào khác của ông.
Ngôi nhà đã được phục hồi từ năm 1986 đến 1988 nhân kỷ niệm 100 năm ngày sinh của Le Corbusier và được tuyên bố một Di tích Lịch sử Quốc gia của Argentina. Hiện nay, nó là trụ sở của Hiệp hội Kiến trúc sư Buenos Aires, và được mở cửa cho công chúng tham quan.